# Sveučilište Takušoku
Sveučilište "Takušoku" (拓殖大学), sveučilište u Tokiju, Japan.
Osnovao ga je 1900. premijer Taro Kacura. Prvobitno je nazvan „Udruženje tajvanske škole“, i osnovan s namjerom da daje diplomce koji će doprinositi razvoju Tajvana. Preimenovan je 1918. godine u „Sveučilište Takušoku“.
Ima dva kampusa. Glavni kampus je u gradskoj četvrti Bunkio, a drugi u Hačioji.
Sveučilište je poznato po svom karataškom klubu koji je dao mnoge velike instruktore i natjecatelje 20. stoljeća.
Nastavni kadar uključuje i tajvanskog autora Ko Bunjua (黄文雄).

## Poznati diplomci
- Masahiko Kimura
- Masutacu Ojama
- Masataka Mori
- Muneo Suzuki
- Hirokazu Kanazava
- Gozo Šioda
- Batara Kesuma
- Šinzo Maeda